# نوک‌زورقی سینه‌سیاه
نوک‌زورقی سینه‌سیاه (نام علمی: Machaerirhynchus nigripectus) نام یک گونه از سرده نوک‌زورقی است.